# Javier Aguirre Iturralde
Javier Aguirre Iturralde (c. 1850-1939) fue un arquitecto español, activo en Asturias y Guipúzcoa.

## Biografía

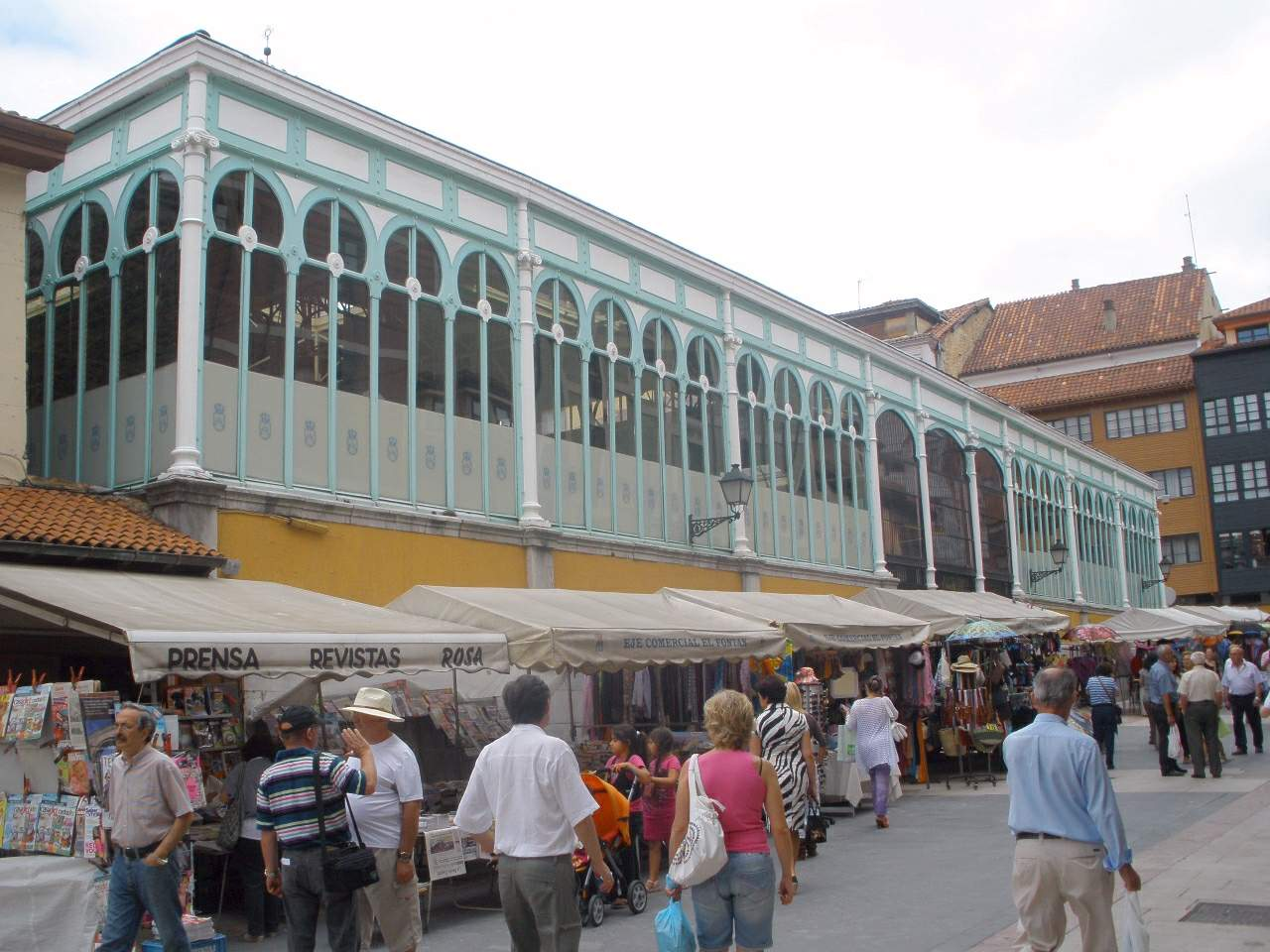
Mercado del Fontán en Oviedo

Habría nacido hacia 1850. Fue autor de proyectos como los de los kioscos de las plazas Nueva de Vitoria y del Ensanche en Irún —el primero de ello desaparecido en la actualidad—, el mercado del 19 de octubre de Oviedo —más tarde conocido como del Fontán— o el edificio de los juzgados de Cangas del Narcea, en el que reformó un proyecto previo de Andrés Coello.
Miembro de la Real Academia de Bellas Artes de San Fernando, falleció el 29 de noviembre de 1939, según una esquela en El Diario Vasco de San Sebastián, con una edad de ochenta y nueve años. En la esquela se afirmaba que sería enterrado en el cementerio de Rentería.